# Квазивойна
Квазивойна́ (англ. Quasi-War) — необъявленная война на море между Соединёнными Штатами Америки и Французской Республикой, происходившая в период 1798—1800 годов.
Известна в Соединённых Штатах также под названиями: Необъя́вленная война́ с Фра́нцией, Пира́тская война́, Полувойна́. Велась в водах американского континента военно-морским флотом США против французских каперов, препятствовавших торговому судоходству в данном регионе.

## История конфликта
Начиная с весны 1776 года Королевство Франции было важнейшим союзником США в их революционной войне, и в 1778 году между странами был подписан Союзный договор. Однако 19 ноября 1794 года, уже после Французской революции, результатом которой стало свержение монархии, США подписали соглашение с Великобританией, известное как «Договор Джея». Этим соглашением были урегулированы некоторые спорные вопросы между американцами и британцами, сохранившиеся ещё с войны за независимость, а также были обеспечены выгодные для обеих сторон экономические положения.
Тот факт, что Соединённые Штаты объявили нейтралитет в конфликте между Великобританией и Францией и одобрили торговые сделки с британцами, привёл к возмущению французов. Последней каплей в зарождении конфликта стал отказ США выплачивать долг перед Францией, объяснивших это тем, что задолженность была перед Французской Короной, а не перед Французской Республикой.
В ответ на это французы начали захватывать американские торговые суда, следующие в Великобританию. А когда в декабре 1796 года в Париж прибыл новый посол США Чарльз Коутсуорт Пинкни, французское правительство отказалось его принять.
В конце 1797 года, в ежегодном послании Конгрессу США, президент Джон Адамс сообщил об отказе французов проводить переговоры и заявил о необходимости занять соответствующую позицию обороны. В апреле 1798 года Дж. Адамс выступил перед Конгрессом с информацией по «делу XYZ», в котором французские агенты, обозначенные буквами X, Y и Z, требовали от правительства США крупную взятку за начало переговоров по восстановлению дипломатических отношений, что американцами было воспринято как смертельное оскорбление.
Французский флот, полностью патрулирующий всё атлантическое побережье США, тем временем, наносил убытки американскому торговому судоходству, при этом не встречая никакого сопротивления. 21 июня 1797 года перед Конгрессом выступил государственный секретарь Тимоти Пикеринг, сообщивший о захвате за последние 11 месяцев 316 торговых судов. Американцы тогда ещё не имели военного флота, а обладали лишь таможенными судами и несколькими весьма запущенными прибрежными фортами.
Увеличение грабежей потребовало срочного возрождения военно-морского флота Соединённых Штатов. Конгресс наделил президента необходимыми полномочиями для приобретения 12 судов, в каждом до 22 орудий на борту, а приостановленное строительство фрегата USS Congress возобновилось.
7 июля 1798 года Конгресс отменил все заключённые договоры с Францией. Вслед за этим последовало разрешение атаковать корабли французского флота, что и считается началом Квазивойны.

## Сражения
Военно-морской флот США насчитывал около 25 судов, которые патрулировали южное побережье США и весь Карибский бассейн в поисках французских каперов. За высокие стандарты подготовки капитан Томас Тракстон настоял выплачивать экипажам дивиденды. Сам он отличился, командуя фрегатом USS Constellation, на котором ему удалось захватить французский фрегат L’Insurgente и серьёзно повредить La Vengeance. 7 июля 1798 года неподалёку от Эг-Харбор, штат Нью-Джерси экипаж судна USS Delaware также показал блестящий уровень подготовки, захватив французский корабль La Croyable. Шхуне USS Enterprise удалось захватить восемь французских каперов и освободить 11 американских торговых судов из плена. USS Experiment отличился захватом каперов Deux Amis и Diane, а также вызволил ряд торговых кораблей.
В ходе войны лишь один корабль ВМФ США — USS Retaliation, был захвачен французами. USS Retaliation вышел из Норфолка 28 октября 1798 года и отправился на патрулирование в Вест-Индию. 20 ноября того же года французские фрегаты L’Insurgente и Volontaire настигли его и вынудили командира Уильяма Бейнбриджа сдаться. Захваченный корабль французы переименовали в Magicienne. Однако 28 июня 1799 года экипаж USS Merrimack вызволил его и вернул в состав американского флота. Потери среди торгового судоходства были огромными, по некоторым данным, они могли составить около 2000 кораблей.

## Мирный договор

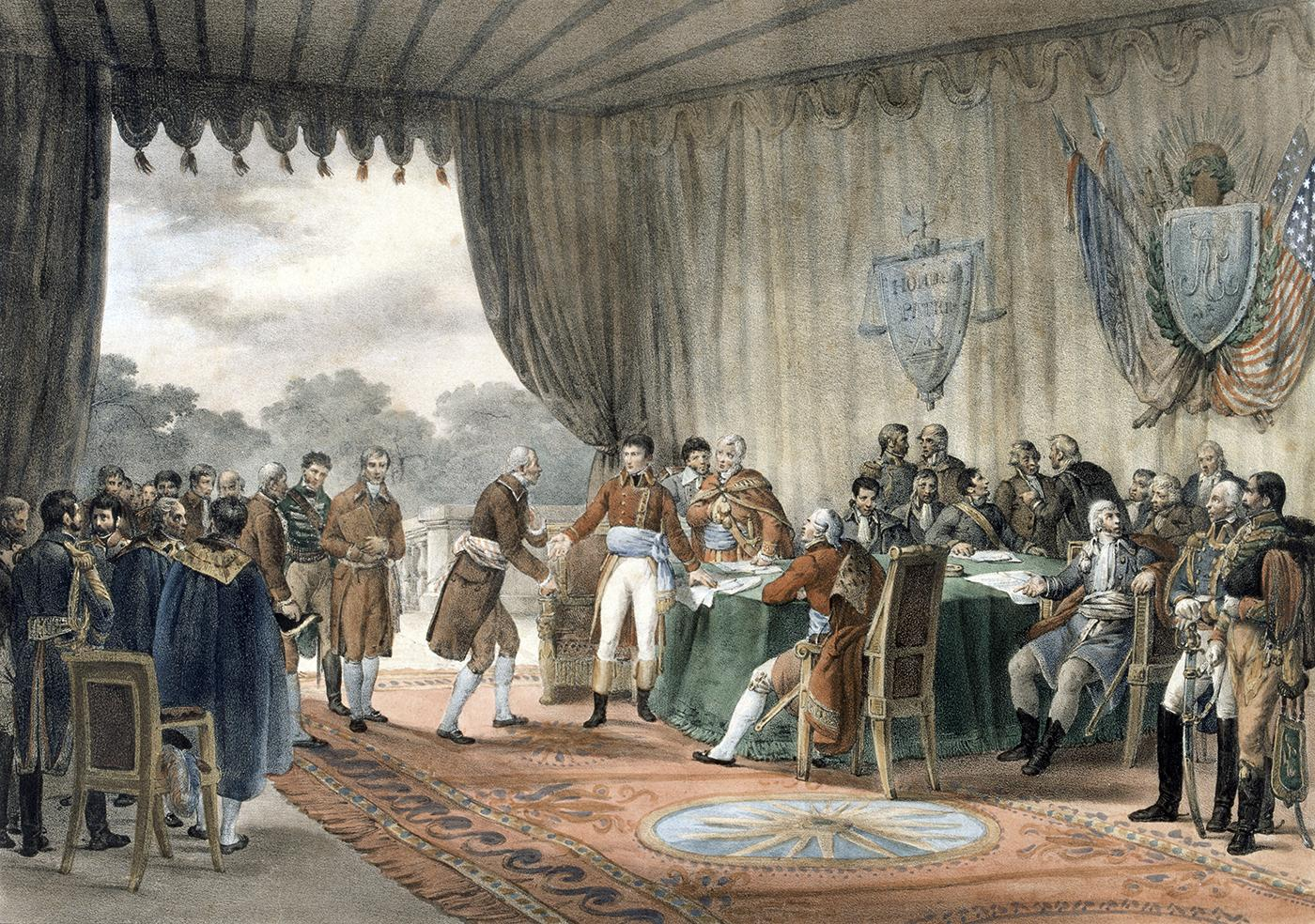
Заключение мирного договора между Францией и США 30 сентября 1800 года. Картина Виктора Адама

К концу 1799 года независимые операции американского и британского флотов позволили сдерживать нападения французов, в итоге их враждебная деятельность заметно сократилась. Вкупе с произошедшим во Франции государственным переворотом это позволило возобновить переговоры. 30 сентября 1800 года был заключён Морфонтенский договор между Францией и США, положивший конец вооружённому конфликту и установивший торговые отношения между странами.